# Rhinichthys
Rhinichthys is een geslacht van straalvinnige vissen uit de familie van karpers (Cyprinidae). Het geslacht is voor het eerst wetenschappelijk beschreven in 1849 door Agassiz.

## Soorten
- Rhinichthys atratulus (Hermann, 1804)
- Rhinichthys cataractae (Valenciennes, 1842)
- Rhinichthys cobitis (Girard, 1856)
- Rhinichthys deaconi Miller, 1984
- Rhinichthys evermanni Snyder, 1908
- Rhinichthys falcatus (Eigenmann & Eigenmann, 1893)
- Rhinichthys obtusus Agassiz, 1854
- Rhinichthys osculus (Girard, 1856)
- Rhinichthys umatilla (Gilbert & Evermann, 1894)